# Andrzej Kostrzewa
Andrzej Piotr Kostrzewa (Wolina, 31 luglio 1958) è un ex schermidore polacco, vincitore di una medaglia d'argento ed una di bronzo ai campionati mondiali di scherma.